# Radošić (gmina Lećevica)
Radošić – wieś w Chorwacji, w żupanii splicko-dalmatyńskiej, w gminie Lećevica. W 2011 roku liczyła 174 mieszkańców.